# Кастелемис
Кастелеми́с (фр. Castelhemis), при рождении Фили́п Лабуди́г (фр. Philippe Laboudigue; 1948—2013) — французский бард по духу близкий хиппи, выступавший в 1980-е годы. Кастелемис сознательно отказывался от различных коммерческих форм продвижения своих альбомов, продавая при этом их тысячными тиражами. Выпустив в 1988 году свой последний альбом, Castelhemis 88, он закончил свою музыкальную карьеру, отказываясь существовать в системе коммерческой музыки.

## Дискография
- 1979 : Armes Inégales
- 1980 : Mots Croisés
- 1982 : N’Importe Quelle Sorte d’Amour
- 1984 : Coucou
- 1986 : Imagine Un p’tit Bar
- 1988 : Castelhemis 88
- 2002 : Castelhemis 78-88 (сборник)